# Bryum sibericum
Bryum sibericum är en bladmossart som beskrevs av Lindberg och H. Arnell 1890. Bryum sibericum ingår i släktet bryummossor, och familjen Bryaceae. Inga underarter finns listade i Catalogue of Life.